# Yorba Linda
Yorba Linda è una ricca cittadina nel nord-est della Contea di Orange in California, circa 21 km a nord-est di Santa Ana, e 64 km a sud-est del centro di Los Angeles.
Nel 2010 aveva una popolazione totale di 64.234 abitanti. Tuttavia, lo sviluppo più recente nella periferia orientale e sulle colline settentrionali ha aumentato la popolazione di Yorba Linda fino a quasi 71.000 abitanti.
Il cittadino più famoso è Richard Nixon, 37º Presidente degli Stati Uniti, che vi nacque nel 1913 ma si trasferì con la famiglia prima che Yorba Linda diventasse una città incorporata (cioè governata da una propria municipalità). La sua casa natale è un National Historic Landmark e assieme alla vicina "Biblioteca presidenziale Richard Nixon" è probabilmente il luogo più conosciuto e visitato della città.
Yorba Linda è nota per avere grandi lotti residenziali e trenta percorsi a cavallo, per un totale di circa 160 km di lunghezza.
Nel 2005 la CNN ha classificato Yorba Linda come ventunesima in una classifica dei migliori luoghi dove vivere negli Stati Uniti. In un servizio televisivo di CNN Money, Yorba Linda è stata descritta come una delle città più ricche degli Stati Uniti e con il più alto reddito della contea di Orange, come riportato dai dati di censimento, con un reddito medio familiare di più di 120.000 dollari.